# Kabinett Guterres I

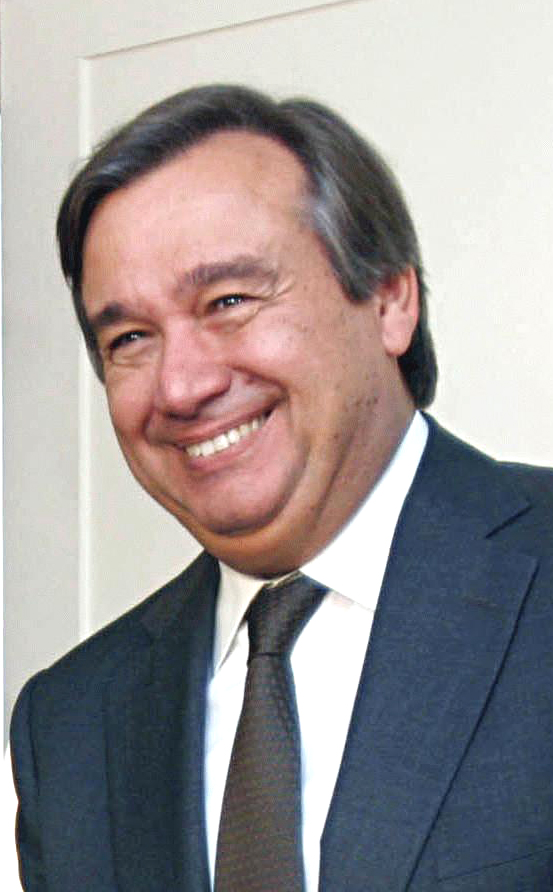
Premierminister António Guterres

Als Kabinett Guterres I wird die 13. verfassungsgemäße, frei gewählte portugiesische Regierung nach der Nelkenrevolution 1974 unter Premierminister António Guterres bezeichnet, in Portugal auch XIII Governo Constitucional de Portugal, zu Deutsch XIII. verfassungsgemäße Regierung von Portugal genannt. Das Kabinett war vom 28. Oktober 1995 bis zum 25. Oktober 1999 im Amt.

## Parlamentswahlen 1995
In den Parlamentswahlen am 1. Oktober 1995 gewannen erstmals seit 1983 wieder die portugiesischen Sozialisten, sie erhielten 44 Prozent der Wählerstimmen und somit 112 der 230 Mandate. Damit endete nach zehn Jahren die Regierungszeit des Premierministers Aníbal Cavaco Silva, dessen Partei PSD nach zwei absolute Mehrheiten in den vorigen Wahlen nur 34 Prozent bzw. 81 Mandate erhielt. Die beiden kleineren Parteien, CDS-PP und CDU, erhielten je 15 Mandate. Mit diesem Wahlergebnis verstärkte sich die Bipolarisierung der portugiesischen Parteienlandschaften, die kleineren Parteien drohte ein Bedeutungsverlust.
Der Spitzenkandidat der portugiesischen Sozialisten, António Guterres, wurde am 28. Oktober 1995 vereidigt.

## Zusammensetzung
| Amt                                                                     | Name                                                           | Partei    |
| ----------------------------------------------------------------------- | -------------------------------------------------------------- | --------- |
| Premierminister                                                         | António Guterres                                               | PS        |
| Minister für auswärtige Angelegenheiten                                 | Jaime Gama                                                     | PS        |
| Minister für Finanzen                                                   | António Sousa Franco                                           | PS        |
| Minister für Wirtschaft                                                 | Daniel Bessa (28. Oktober 1995–27. März 1996)                  | PS        |
| Minister für Wirtschaft                                                 | Augusto Mateus (27. März 1996–25. November 1997)               | PS        |
| Minister für Wirtschaft                                                 | Joaquim Pina Moura (25. November 1997–25. Oktober 1999)        | PS        |
| Minister für Präsidentschafts- und Parlamentsangelegenheiten            | Jaime Gama (28. Oktober 1995–25. November 1997)                | PS        |
| Minister für Präsidentschafts- und Parlamentsangelegenheiten            | António Costa (25. November 1997–25. Oktober 1999)             | PS        |
| Minister für Präsidentschafts- und Parlamentsangelegenheiten            | José Sócrates (27. November 1997–25. Oktober 1999)             | PS        |
| Minister für Nationale Verteidigung                                     | António Vitorino (25. Oktober 1995–25. November 1997)          | PS        |
| Minister für Nationale Verteidigung                                     | José da Veiga Simão (25. November 1997–29. Mai 1999)           | PS        |
| Minister für Nationale Verteidigung                                     | Jaime Gama (29. Mai 1999–25. Oktober 1999)                     | PS        |
| Minister für innere Verwaltung                                          | Alberto Bernardes Costa (28. Oktober 1995–25. November 1997)   | PS        |
| Minister für innere Verwaltung                                          | Jorge Coelho (25. November 1997–25. Oktober 1999)              | PS        |
| Minister für Justiz                                                     | José Vera Jardim                                               | PS        |
| Minister für Landwirtschaft, ländliche Entwicklung und Fischerei        | Fernando Gomes da Silva (28. Oktober 1995 – 3. Oktober 1998)   | PS        |
| Minister für Landwirtschaft, ländliche Entwicklung und Fischerei        | Luís Capoulas Santos (3. Oktober 1998–25. Oktober 1999)        | PS        |
| Minister für Arbeit                                                     | Maria João Rodrigues (28. Oktober 1995 – 25. November 1997)    | PS        |
| Minister für Solidarität und Sozialversicherungen                       | Eduardo Ferro Rodrigues (28. Oktober 1995 – 25. November 1997) | PS        |
| Minister für Arbeit und Sozialversicherungen                            | Eduardo Ferro Rodrigues (25. November 1997 – 25. Oktober 1999) | PS        |
| Minister für Gesundheit                                                 | Maria de Belém Roseira                                         | PS        |
| Minister für Bildung                                                    | Eduardo Marçal Grilo                                           | PS        |
| Minister für Wissenschaft, Technologie und Hochschulbildung             | Mariano Gago                                                   | parteilos |
| Minister für Kultur                                                     | Manuel Maria Carrilho                                          | PS        |
| Minister für Umwelt                                                     | Elisa Ferreira                                                 | PS        |
| Minister für soziale Einrichtungen                                      | Henrique Constantino (39. Januar 1995 – 27. Dezember 1995)     | PS        |
| Minister für soziale Einrichtungen                                      | Luís Capoulas Santos (27. Dezember 1995 – 15. Januar 1996)     | PS        |
| Minister für Planung und Liegenschaftsverwaltung                        | João Cravinho (30. Januar 1995 – 15. Januar 1996)              | PS        |
| Minister für Planung, Liegenschaftsverwaltung und soziale Einrichtungen | João Cravinho (15. Januar 1996 – 25. Oktober 1999)             | PS        |
| Beigeordneter Minister ohne Aufgabenbereich                             | Jorge Coelho                                                   | PS        |